# У бољем свету
У бољем свету (дан. Hævnen) је дански драмски трилер из 2010. који је написао Андерс Томас Јенсен, а режирала Сузан Бир. У главним улогама су Микаел Персбрандт, Трине Дирхолм, Улрих Томсен, Маркус Ригорд и Вилијам Јонк Нилсен. Данска већинска продукција са копродуцентима у Шведској је са филмом У бољем свету освојила награду Златни глобус за најбољи играни филм 2011. и Оскара за најбољи међународни филм.

## Радња
Антон (Микаел Персбрандт) је шведски лекар који путује између своје куће у Данској и посла у суданском избегличком кампу где често лечи пацијенткиње које су жртве господара рата. Ожењен је Маријаном (Трине Дирхолм), али су раздвојени и пред разводом због афере коју је имао са другом женом. Имају два сина од којих је старији дванаестогодишњи Елијас (Маркус Ригорд). Кристијан (Вилијам Јонк Нилсен), који се управо преселио из Лондона са својим оцем Клаусом ( Улрих Томсен), је нови дечак у Елијасовој школи. Кристијанова мајка је недавно преминула од карцинома, криви оца што га је лагао да ће она оздравити и да је у касној фази њене болести „желео” да она умре. Елијаса малтретирају у школи све док га не одбрани Кристијан који напада главног насилника и прети му ножем који му је дао Кристијан, касније заједно лажу полицију и њихове родитеље о инциденту. Када Антон одвоји свог млађег сина од другог детета док се свађају на игралишту отац другог детета, механичар, каже Антону да не дира његово дете и шамара Антона који касније посећује механичара на његовом послу у пратњи своје деце и Кристијана како би разговарао о томе са циљем да покаже деци да га се не плаши. Безобразни и ксенофобични механичар вређа Антонову националност и још неколико пута га ошамари, али Антон не реагује. Касније у Судану, психопатски војсковођа долази у Антонову болницу због рањене ноге, пристаје да му помогне уз захтев да се у болницу не дозволи оружје и дозвољава приступ само двојици његових чувара. Како време пролази и војсковођа се опоравља, Антон једва толерише његово присуство у логору али након што покаже презир према једној од својих жртава Антон га избацује из клинике дозвољавајући да га локалци пребију на смрт. У Данској, Кристијан и Елијас одлучују да направе бомбу како би уништили ауто механичара како ниједан пролазник не би био повређен. Док аутомобил гори Елијас примећује мајку и њену млађу ћерку како се приближавају и како би их упозорио напушта заштићену позицију и убрзо пада у несвест али их спасава. Кристијана испитује полиција а затим и пушта, а инцидент је третиран као екстремни случај вандализма. Одлази у болницу да посети Елијаса, али Маријана му не дозвољава да види дечака већ му каже да је убио њеног сина. Кристијан, верујући да је Елијас мртав, пење се на кров размишљајући о самоубиству али га Антон спашава. Кристијану је лакнуло што је Елијас добро и тада му је дозвољено да га посети. Убрзо се мири са оцем, а Антон и Маријана имају однос који представља наставак брака.

## Улоге
- Микаел Персбрандт — Антон
- Трине Дирхолм — Маријана
- Улрих Томсен — Клаус
- Маркус Ригорд — Елијас
- Вилијам Јонк Нилсен — Кристијан
- Ким Боднија — Ларс
- Вил Џонсон — доктор
- Еди Кимани — доктор
- Габријел Мули — преводилац
- Џун Ваверу — медицинска сестра
- Елсебет Стинтофт — Сигн
- Сату Хелена Миккелинен — Хана
- Камила Готлиб — Ева
- Бирте Нојман — Маријанина колегиница
- Јеспер Ломан — полицајац
- Бодил Јергенсен — главни професор
- Ларс Каалунд — Ларсов колега
- Ларс Бом — истраживач